# Claudia Schröder
Claudia Schröder (* 1953 in Lauenburg/Elbe) ist eine deutsche Filmproduzentin und Filmregisseurin.
Claudia Schröder war ab Anfang der 1980er Jahre als Filmregisseurin tätig. Seit Ende der 1990er Jahre ist sie als Filmproduzentin, überwiegend fürs Fernsehen, aktiv. 2009 und 2012 wurde sie mit dem Produzentenpreis auf dem Hamburger Filmfest ausgezeichnet.

## Filmografie (Auswahl)
- 2002: Mein letzter Film
- 2003: Der Mörder ist unter uns
- 2005: Ein ganz gewöhnlicher Jude
- 2006: Rote Rosen (Fernsehserie, 10 Folgen)
- 2008: Die Rote Zora
- 2008: Der Tote in der Mauer
- 2009–2012: Tatort (Fernsehreihe, 7 Folgen)
- 2009: Mörder auf Amrum
- 2011–2014: Finn Zehender (Fernsehreihe, 4 Folgen)
- 2011: Der Verdingbub
- 2012: Zum Kuckuck mit der Liebe
- seit 2014: Nord bei Nordwest (Fernsehreihe)
  - 2014: Käpt’n Hook
  - 2015: Der wilde Sven
  - 2017: Estonia
  - 2017: Der Transport
  - 2018: Sandy
  - 2018: Waidmannsheil
  - 2019: Gold!
  - 2019: Frau Irmler
  - 2020: Dinge des Lebens
  - 2020: Ein Killer und ein Halber
  - 2020: In eigener Sache
  - 2021: Der Anschlag
  - 2021: Conny & Maik
  - 2021: Im Namen des Vaters
  - 2021: Ho Ho Ho!
  - 2022: Der Andy von nebenan
  - 2022: Der Ring
  - 2022: Wilde Hunde